# The Guys from Paradise – Die Hölle von Manila
The Guys from Paradise – Die Hölle von Manila (jap. 天国から来た男たち, Tengoku kara kita otoko-tachi, übersetzt „Die Männer, die aus dem Himmel kamen“) ist ein japanisch-philippinischer Actionfilm/Gefängnisfilm des Regisseurs Takashi Miike aus dem Jahr 2000. Das Drehbuch zum Film stammt von den Autoren Itaru Era und Izō Hashimoto und basiert auf einer literarischen Vorlage von Yōji Hayashi.
Miikes Inszenierung feierte am 30. Oktober 2000 während des Tokyo International Film Festivals seine Premiere in Japan. Der deutsche DVD-Erscheinungstermin war der 12. Juli 2007, die deutsche Fernseherstausstrahlung war am 30. Januar 2008 auf dem digitalen Fernsehsender Silverline.

## Handlung
Der japanische Vertreter einer Handelsgesellschaft Kōhei Hayasaka landet, allem Anschein nach unschuldig, wegen des Besitzes von einem Kilo Heroin in einer überfüllten Haftanstalt der philippinischen Hauptstadt Manila, wo er bis Prozessbeginn einsitzt. In dem Gefängnis wird er als ausländischer Neuzugang bevorzugt behandelt und in eine kleine Gemeinschaftszelle mit weiteren Landsleuten untergebracht, die ihn, nachdem das gegenseitige Misstrauen überwunden ist, freundlich aufnehmen. Kōheis Hoffnungen auf baldige Entlassung schwinden allerdings, als ihm sein Anwalt offenbart, dass er nur mit Bestechungsgeldern einer Verurteilung entkommen könne.
Über einen Zellengenossen lernt er den alternden Gangster Yoshida kennen, der sich das vorherrschende Gesetz der Korruption zu eigen macht und sich mit Geld weitgehende Narren- und Handlungsfreiheit als auch Luxus erkauft. Dank dieser Geldzuwendungen ist es dem alten Kriminellen sogar möglich diverse „Drogengeschäfte“ von der Zelle aus zu erledigen. Yoshida wählt das Gefängnis aber auch, welches er im Übrigen jederzeit verlassen kann, als sicheres Zuflucht vor rachsüchtigen Mitgliedern seines Yakuza-Clans, die ihn seit einem Verrat nach dem Leben trachten. Um sein eigenes Risiko zu minimieren, sichert sich Yoshida daher die Dienste des smarten und rechtschaffenen Kōhei als auswärtigen Drogenkurier.
Nachdem Kōhei die inhaftierte Grundstücksmaklerin Nami Mishima kennenlernt, lässt er sein altes Leben hinter sich, trennt sich von seiner treulosen Ehefrau Miyuki und ergibt sich seinem Schicksal. Er verstrickt sich immer mehr in dubiose Machenschaften Yoshidas, während er parallel für seine Drogendelikte zu einer lebenslangen Haftstrafe verurteilt wird. Nachdem die Yakuzas den Aufenthaltsort Yoshidas ermitteln und gleichzeitig die philippinischen Häftlinge gegen die bessergestellten Insassen rebellieren, flieht Yoshida mit fünf weiteren Japaner aus der Justizvollzugsanstalt. Auf ihrer Flucht entdecken Kōhei und Nami gegenseitige Gefühle, es entwickelt sich eine zarte Liebschaft. Letztlich gelangen sie in ein verarmtes Dschungeldorf, wo sie von den gut bewaffneten Yakuzas gestellt werden, die ein Blutbad anrichten und zwei flüchtige Japaner niedermetzelten. Anschließend verschwunden die Mörder spurlos, so dass die übrigen Vier ihre Kameraden beerdigen können. Am Ende des Films beschließt Kōhei, in Begleitung von Yoshida und Nami ins Gefängnis zurückzukehren. Jahre später wird er unter dem Namen Mandini neuer Präsident der Philippinen.

## Auszeichnungen
Japanese Professional Movie Awards
- 2002: Auszeichnung in der Kategorie Beste Regie für Takashi Miike

Kinema-Jumpō-Preis
- 2002: Auszeichnung in der Kategorie Bester Hauptdarsteller für Tsutomu Yamazaki

Yokohama Film Festival
- 2002: Auszeichnung in der Kategorie Bester Hauptdarsteller für Tsutomu Yamazaki

## Kritiken
Das Lexikon des internationalen Films schrieb, der Film sei ein „effektvoll fotografiertes, gut gespieltes Gefängnisdrama mit Actionelementen und skurriler Situationskomik, dessen Gewaltpotenzial sich in Grenzen“ halte.